# Eparchie magnitogorská
Eparchie magnitogorská je eparchie ruské pravoslavné církve nacházející se v Rusku.

## Území a titul biskupa
Zahrnuje správní hranice území Agapovského, Bredinského, Verchněuralského, Kartalinského, Kizilského a Nagajbakského rajónu Čeljabinské oblasti.
Eparchiálnímu biskupovi náleží titul biskup magnitogorský a verchněuralský.

## Historie
Dne 19. července 2006 byl rozhodnutím Svatého synodu zřízen magnitogorský vikariát čeljabinské eparchie. Po roce 2008 nebyl obsazen.
Dne 26. července 2012 byla rozhodnutím Svatého synodu zřízena nová eparchie magnitogorská a to oddělením území z čeljabinské eparchie. Stala se součástí nově vzniklé čeljabinské metropole.
Prvním eparchiálním biskupem se stal igumen Innokentij (Vaseckij), duchovní čeljabinské eparchie.

## Seznam biskupů

### Magnitogorský vikariát
- 2006–2008 Feofilakt (Kurjanov)

### Magnitogorská eparchie
- 2012–2019 Innokentij (Vaseckij)
- 2019–2019 Grigorij (Petrov), dočasný administrátor
- od 2019 Zosima (Balin)